# Korczew (gmina)
Korczew – gmina wiejska w województwie mazowieckim, w powiecie siedleckim. W latach 1975–1998 gmina położona była w województwie siedleckim.
Siedziba gminy to Korczew.
Według danych z 30 czerwca 2004 gminę zamieszkiwały 3043 osoby.

## Struktura powierzchni
Według danych z roku 2002 gmina Korczew ma obszar 105,14 km², w tym:
- użytki rolne: 67%
- użytki leśne: 24%

Gmina stanowi 6,56% powierzchni powiatu.

## Demografia

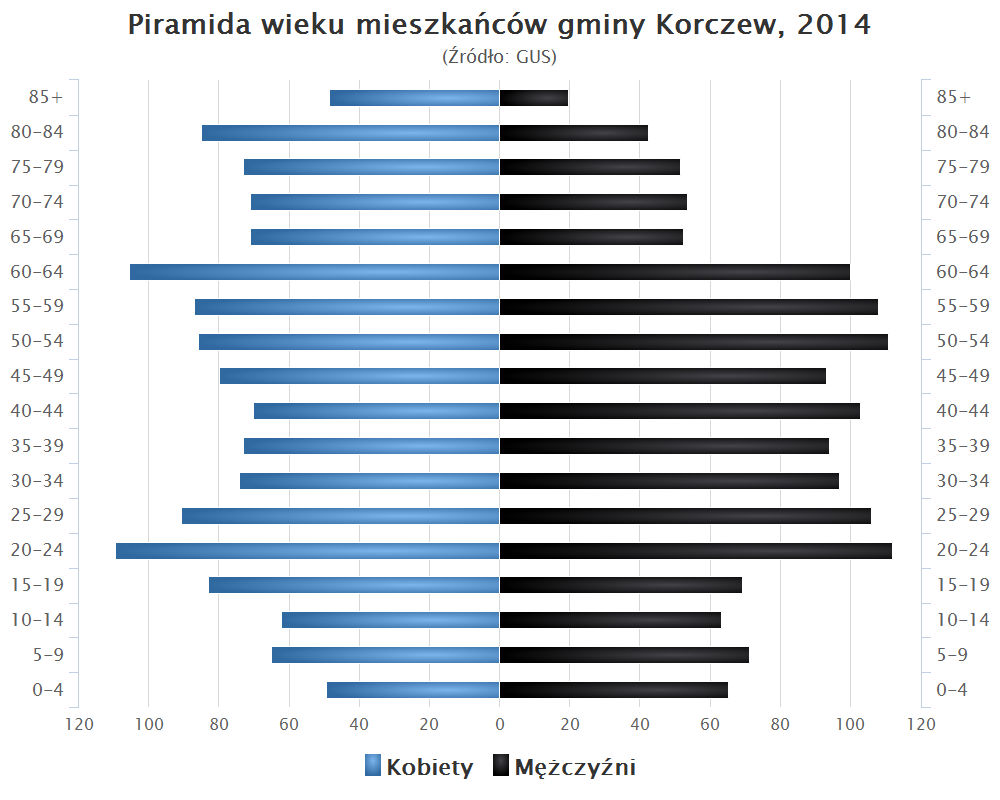
Piramida wieku mieszkańców gminy Korczew w 2014 roku

Dane z 30 czerwca 2004:
| Opis                              | Ogółem | Ogółem | Kobiety | Kobiety | Mężczyźni | Mężczyźni |
| --------------------------------- | ------ | ------ | ------- | ------- | --------- | --------- |
| jednostka                         | osób   | %      | osób    | %       | osób      | %         |
| populacja                         | 3043   | 100    | 1516    | 49,8    | 1527      | 50,2      |
| gęstość zaludnienia (mieszk./km²) | 28,9   | 28,9   | 14,4    | 14,4    | 14,5      | 14,5      |

## Wójtowie
- Ryszard Kaczejko (2002[7]–2006)
- Sławomir Wasilczuk (od 2006[8][9][10][11][12])

## Sołectwa
Bużyska, Czaple Górne, Drażniew, Góry, Knychówek, Korczew, Laskowice, Mogielnica, Nowy Bartków, Ruda, Starczewice, Stary Bartków, Szczeglacin, Tokary, Zaleś
Miejscowości podstawowe bez statusu sołectwa: Bartków, Józefin, Juhana, Mokrany-Gajówka, Sarnowiec, i Zacisze.

## Sąsiednie gminy
Drohiczyn, Paprotnia, Platerów, Przesmyki, Repki